# The Tavistock Institute
Das Tavistock Institute of Human Relations (TIHR) ist eine Non-Profit-Organisation, die sich mit sozialwissenschaftlicher Forschung befasst und 1947 als Ableger der Tavistock Clinic gegründet wurde.

## Geschichte
Während des Zweiten Weltkrieges dienten viele der hauptberuflichen Mitarbeiter der Tavistock Clinic als psychiatrische Spezialisten in der Britischen Armee. Die im War Propaganda Bureau (Wellington House) ansässige Organisation entwarf Propagandakonzepte und verbreitete sie.
Diese interdisziplinäre Gruppe gründete 1947 das Tavistock Institute of Human Relations und wandte sich Fragen der Organisationsentwicklung und des sozialen Wandels zu. Zu den Gründungsmitgliedern gehörten Elliott Jaques, Henry Dicks, Leonard Browne, Ronald Hargreaves, John Rawlings Rees, Mary Luff, Wilfred Bion und Tommy Wilson als Direktor. Die Rockefeller Foundation leistete einen finanziellen Beitrag. Weitere bekannte Mitarbeiter kamen später dazu: John Derg Sutherland, John Bowlby, Eric Lansdown Trist und Fred Emery.
Das Tavistock Institute betreibt heute Forschungen und Konsultationen im Bereich Sozialwissenschaften und angewandte Psychologie für die Europäische Union, verschiedene Abteilungen der britischen Regierung und private Auftraggeber. Das Institut verfügt über einen eigenen Verlag und ist Eigentümer und Herausgeber von Human Relations, einem internationalen Journal für Sozialwissenschaften.

## Tätigkeit und Forschungsschwerpunkte

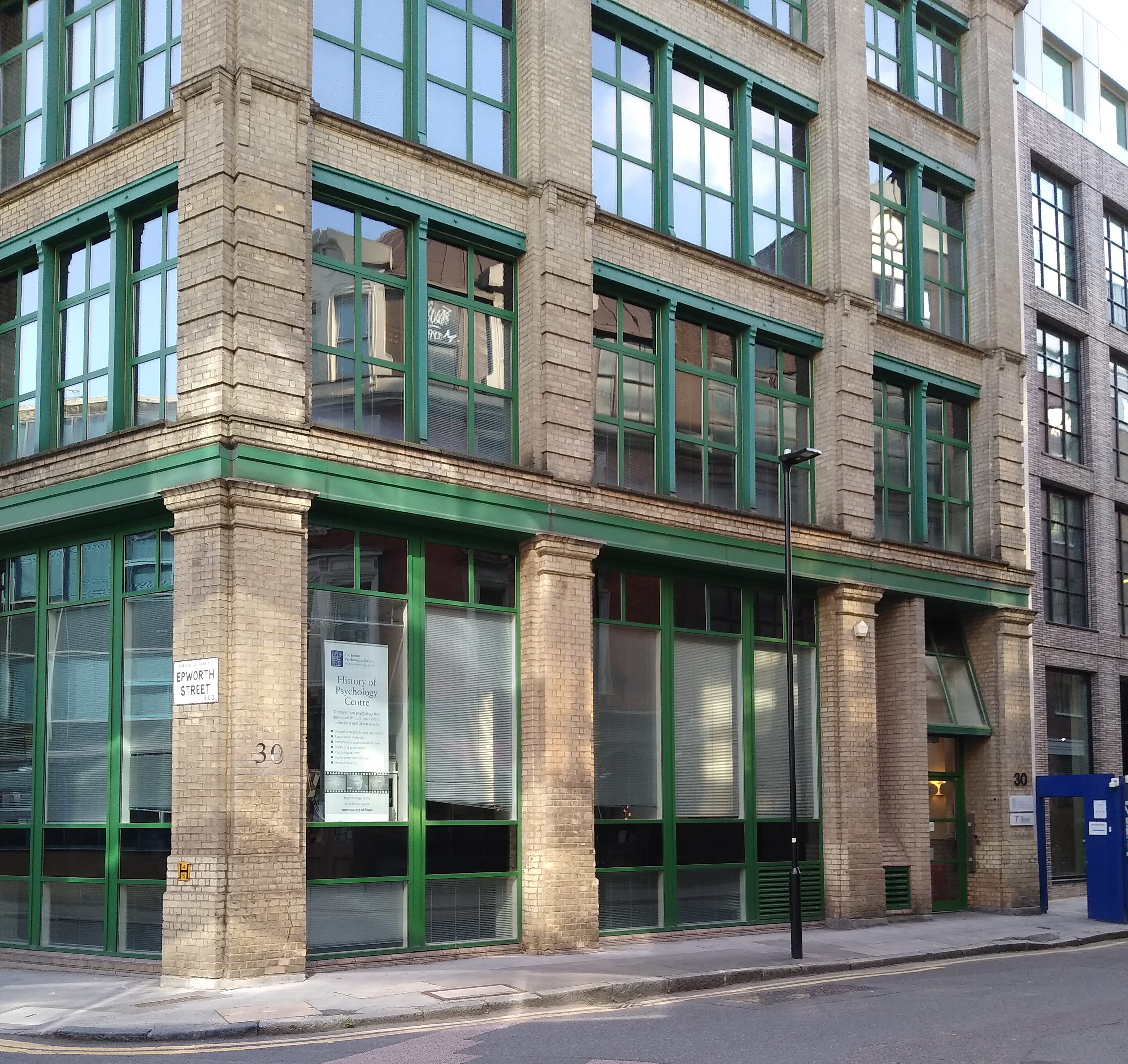
Tavistock Institute London, 2020

Die Grundkonzepte, welche zur soziopsychologischen Ausrichtung des Institutes führten, waren die psychoanalytische Objektbeziehungstheorie, die Lewinsche Feldtheorie, der Kultur und Persönlichkeits-Ansatz (culture and personality school) und die Theorie der offenen Systeme von Fred Emery (Open Systems Theory (OST)). Diese dienten zur Steuerung von wirkungsorientierten (action-oriented) Projekten von erheblichem Umfang und Dauer. Die Erfahrungen aus diesen Projekten führten zu weiteren konzeptionellen Entwicklungen. Um die Prozesse verstehen und die neuen Abläufe entwickeln zu können, wurden mehrere oder alle Grundkonzepte verwendet.
Ab 1949 wurden vom Tavistock-Institut im britischen Steinkohlenbergbau Studien über die „Auswirkungen der Mechanisierung und Arbeitsteilungen im Bergbau“ durchgeführt. Die dabei angewandte Forschungsmethode wurde als Tavistock-Ansatz bekannt.
Mit zwei industriesoziologischen Untersuchungen über die Arbeitsorganisation in britischen Kohlebergwerken und indischen Textilfabriken trugen sie zur Entwicklung der Organisationssoziologie bei. Die Forscher benutzten als theoretisches Bezugssystem den sogenannten soziotechnischen Ansatz, der besagt, dass es bei der Strukturierung von Arbeitsorganisationen eine organizational choice (engl. für ‚organisatorische Wahl‘) gäbe, bei der technische und soziale Anforderungen in verschiedener Weise kombiniert werden können. Eine Optimierung im Gesamtsystem gelinge nur bei Suboptimierung in den beiden Teilsystemen (technisches und soziales Subsystem).
Diese Erkenntnisse waren prägend für die Methode der Organisationsentwicklung. Sie wird bei der Planung und Umsetzung vieler Veränderungsprozesse in Organisationen angewendet.

## Bekannte Mitarbeiter
- Eine Schlüsselfigur in der Geschichte von Tavistock war Brigadegeneral John Rawlings-Rees, Autor von The Shaping of Psychiatry by War (‚Die Veränderung der Psychiatrie durch den Krieg‘). Er war vor dem Zweiten Weltkrieg medizinischer Direktor der Tavistock Clinic und maßgeblich an der Gründung des Tavistock Institutes beteiligt.
- Der Sozialpsychologe Eric Lansdown Trist war von 1946 bis 1966 Vizedirektor und Direktor sowie wichtigster Exponent des Tavistock-Ansatzes.[4]
- Die Psychoanalytiker Wilfred Bion und S. H. Foulkes, beide frühe Vorkämpfer der Gruppenanalyse, entwickelten neue Methoden zur Auswahl von Offizieren. Dabei beobachteten sie die Gruppendynamik in einer sogenannten führerlosen Gruppe, wo die Verantwortungsübernahme weniger über hierarchisches Befehlen als durch praktisches Tätigwerden erfolgt. Ihre Methoden führten zu einer verringerten Anzahl zurückgewiesener Offizieranwärter.
- Ronald D. Laing diente in der Psychiatrie-Einheit der britischen Armee (British Army Psychiatric Unit).
- Kurt Lewin, ein Mitglied der Berlin-Frankfurter Schule, und seine gruppendynamischen Theorien haben bis heute[6] einen großen Einfluss auf die Arbeit des Institutes.[7]
- Eric J. Miller, seit 1969 im Institut Direktor der Group Relations Programme, erarbeitete unter anderem den Aufbau der Nazareth-Konferenzen.[8]

## Auszeichnungen
- 1951: Kurt Lewin Award[9]